# Vulnerabilità genetica
Una vulnerabilità genetica è una componente implicita di un sistema biologico che ne rappresenta un punto debole.

## Descrizione
Consiste nella presenza di uno o più geni in un individuo, i quali, se sussistono specifici stimoli, possono indurre nella stessa persona uno stato a rischio di sviluppare una determinata malattia.
Il fatto di possedere dei geni coinvolti nel processo di sviluppo di una malattia, non significa necessariamente che quell'individuo abbia un rischio aumentato, rispetto alla popolazione generale, di sviluppare una determinata malattia. Se, però, l'ambiente o altre variabili, vanno ad agire su tale intrinseca caratteristica, si può creare uno stato in cui la probabilità di sviluppare una malattia è maggiore rispetto a qualsiasi altro individuo della popolazione generale: uno stato a rischio (fattori di rischio).
A volte la vulnerabilità genetica ed il rischio coincidono, quando la sola presenza di alcuni fattori, come in questo caso i geni, aumenta la probabilità di sviluppare la malattia senza l'intervento di alcuno stimolo.

## I risvolti giuridici e sociali
Ci sono casi giudiziari in cui si è riconosciuta la "vulnerabilità genetica" come attenuante per determinati crimini e relativo sconto di pena.

Diverse malattie o patologie psichiatriche vengono inquadrate in un contesto di vulnerabilità genetica, tra le quali schizofrenia, GAD, crisi di aggressività, autismo.
Oltre al risvolto giurisprudenziale che il riconoscimento di questa diversa "dotazione genetica" di ogni singolo individuo c'è anche da considerare la disparità che si avrà in campo assicurativo: basti pensare ad un premio assicurativo differenziato (maggiorato), per polizze di copertura sanitaria, per chi ha "geneticamente" un'alta probabilità di ammalarsi di alcune malattie (trascurando del tutto i fattori ambientali).